# Bembidion mutatum
Bembidion mutatum är en skalbaggsart som beskrevs av Max Gemminger och Edgar von Harold. Bembidion mutatum ingår i släktet Bembidion och familjen jordlöpare. Inga underarter finns listade i Catalogue of Life.